# Maximilian von Versen
Maximilian Felix Christoph Wilhelm Leopold Reinhold Albert Fürchtegott von Versen (30 de noviembre de 1833 en Wurchow-7 de octubre de 1893 en Berlín) fue un general y noble alemán.

## Carrera
Maximilian era el hijo de Johann Georg Leopold von Versen y de su primera esposa Hulda Wilhelmine Luise Henriette Leopoldine Ottilie von Glasenapp. Como su padre, Maximilian fue oficial en el Ejército prusiano. Durante la guerra austro-prusiana en 1866, con el rango de Mayor de Caballería, sirvió en el estado mayor de la división de caballería del Segundo Ejército y recibió la Pour le Merite por la batalla de Königgrätz.
Al año siguiente pidió su renuncia temporal del ejército para visitar los campos de batalla de Paraguay debido a la feroz resistencia presentada por los paraguayos en la "estrategia admirable" de Francisco Solano López durante la guerra del Paraguay. El rey Guillermo I de Prusia aprobó su petición, y fue a Sudamérica y fue hecho prisionero tanto por las fuerzas aliadas de Brasil, Argentina y Uruguay (pensaron que había sido contratado por López para comandar sus ejércitos), y por los paraguayos (López pensó que von Versen era una espía contratado por las fuerzas aliadas para asesinarlo). Estuvo en vísperas de ser fusilado y al amparo de un miembro del ejército argentino llamado Alois Emil Fliess fue salvado de esta situación y este último le facilito su regreso a Europa. Sobrevivió a este conflicto y escribió estos episodios y sus impresiones en el libro "Viajes por Sudamérica y la Gran Guerra de Sudamérica".
Von Versen reingresó en el Ejército prusiano en 1869 y luchó en la guerra franco-prusiana. Continuó sirviendo a lo largo del resto del siglo; sus asignaciones incluyen  haber sido general-adjunto del emperador Guillermo II de Alemania, comandante de la División de Caballería de la Guardia y finalmente ser nombrado comandante general del III Cuerpo de Ejército. Recibió su promoción final a General de Caballería en 1892 y murió al año siguiente.

## Matrimonio e hijos
Se casó en Wiesbaden el 16 de mayo de 1871 con Alice Brown Clemens (St. Louis, Independent City, Misuri, 12 de mayo de 1850 - Burzlaff, 19 de agosto de 1912), Señora de Burzlaff y Mandelatz, hija de James Clemens, Jr. y de Elizabeth "Eliza" Brown Mullanphy, y tuvieron descendencia, entre ellos una hija llamada Hulda Elisabeth Anna von Versen (Merseburg, 18 de marzo de 1872 - Berlín Oeste, 4 de mayo de 1954), casada en Berlín el 9 de septiembre de  1893 con Georg Gustav von Arnim.